# Лінивка колумбійська
Лінивка колумбійська (Bucco noanamae) — вид дятлоподібних птахів родини лінивкових (Bucconidae).

## Поширення
Ендемік Колумбії. Поширений на заході країни від західного узбережжя затоки Ураба, на південь через департаменти Чоко та Антіокія до дельти річки Сан-Хуан. Живе у вологих лісах, вторинних лісах і прилеглих районах нижче 100 м над рівнем моря.

## Опис
Дрібний птах, завдовжки до 18 см, з кремезним тілом, великою головою та коротким хвостом. Верхня частина тіла темно-коричнева, нижня біла з чорними цятками. На білих грудях є чорна смужка.

## Спосіб життя
Трапляється поодиноко у підліску густих лісів. Живиться членистоногими і дрібними хребетними. Гніздо облаштовує в термітниках на деревах.